# قايا ينار
قايا ينار (بالألمانية: Kaya Yanar)‏ ولد في 20 حزيران 1973 في فرانكفورت هو كوميدي ومذيع من أصل تركي.

## نشوئه
أهل ينار هم من أصل تركي، وأتوا من بلد تقع جنوب تركيا أنطاكيا. هو لا يتقن اللغة التركية. أنهى تعليمه المدرسي في فرنكفورت، وأكمل تعليمه في جامعة جوتي الواقعة أيضا في فرنكفورت. اشتهر قايا ينار قناة سات 1-كوميدي ببرنامج فاس جوكست دو ’’was guckst du’’.

## روابط خارجية
- قايا ينار على موقع IMDb (الإنجليزية)
- قايا ينار على موقع مونزينجر (الألمانية)
- قايا ينار على موقع ألو سيني (الفرنسية)
- قايا ينار على موقع ميوزك برينز (الإنجليزية)
- قايا ينار على موقع أول موفي (الإنجليزية)
- قايا ينار على موقع ديسكوغز (الإنجليزية)
- قايا ينار على موقع قاعدة بيانات الفيلم (الإنجليزية)
- قايا ينار على موقع كينوبويسك (الروسية)